# ماري رينوت
ماري رينوت (11 فبراير 1852 - 21 نوفمبر 1942) كانت طبيبة من أصل بلجيكي ومعلمة وناشطة في مجال حقوق المرأة. كانت ناشطة في النضال من أجل حقوق المرأة. بعد حصولها على أوراق اعتمادها في التدريس في بلجيكا وفرنسا، درست رينوت لمدة ثلاث سنوات في ألمانيا قبل أن تنتقل إلى البرازيل لتصبح مربية. كانت تقدم دروسًا خاصة وتدرّس في مدرسة للبنات، وعاشت في ريو دي جانيرو من عام 1878 حتى عام 1882. تعينت للتدريس في ولاية ساو باولو، وانتقلت إلى بيراسيكابا حيث درّست العلوم وطورت المناهج الدراسية من عام 1882 حتى عام 1889، وعززت سمعة كلية بيراسيكابا. كانت المدرسة المختلطة مؤسسة رائدة تقدم تعليمًا متكافئًا للفتيات والفتيان.
في عام 1889، في منحة دراسية مقدمة من ولاية ساو باولو، التحقت رينوت بكلية الطب في كلية الطب النسائية في بنسلفانيا في فيلادلفيا. في ذلك العام، حصلت على الجنسية عندما سمحت تغييرات قانونية بتجنيس جميع الأجانب الذين يعيشون بشكل دائم في البرازيل. تخرجت في عام 1892، ودرست في مستشفى أوتيل ديو في باريس بين عامي 1893 و1895، وأكملت تخصصًا في طب التوليد والنسائيات. عند عودتها إلى البرازيل، دافعت عن أطروحتها أمام هيئة محلفين من كلية الطب والصيدلة في جامعة ريو دي جانيرو، ووثقت شهادتها وسُمح لها بممارسة الطب في البلاد.
من عام 1895 حتى عام 1899، أدارت رينوت وحدة التوليد والأمومة في مستشفى الولادة في ساو باولو. استقبلت المرضى في المستشفى وفي منزلها الخاص حيث ساعدت في توليد الأطفال. افتتحت عيادتها الخاصة بعد استقالتها من مستشفى الولادة، وأدارت مستوصفًا للمجتمعات الفقيرة والمهاجرين، بينما استمرت في معالجة المرضى مقابل المال.
في عام 1901، أصبحت عضو في فرع ساو باولو في المعهد البرازيلي للتاريخ والجغرافيا. أجرت بحثًا في عيادة بيت الرحمة المقدس حول تأثيرات الكلوروفورم كمخدر من عام 1906 حتى عام 1910. بعد ذلك، سافرت إلى أوروبا لدراسة إمكانية إنشاء فرع للصليب الأحمر في ساو باولو. عند عودتها، أسست الفرع المحلي في عام 1912 وافتتحت مدرسة لتدريب الممرضات وبدأت حملة لتأسيس أول مستشفى للأطفال في ساو باولو. واصلت ممارسة الطب خلال منتصف عشرينيات القرن العشرين، ولكن في أواخر العشرينيات والثلاثينيات، أصبحت أكثر انخراطًا في الحركة النسوية الدولية والمؤتمرات العلمية. في عام 1922، أسست تحالف باوليستا لضمان حق النساء في التصويت. بحلول أواخر الثلاثينيات، بعد معاناتها من اعتلال صحي والعمى والصمم، مُنحت معاشًا حكوميًا، جمعته حتى وفاتها في عام 1942. عُرفت بعملها لتحسين خيارات الرعاية الصحية والتعليمية للنساء، وحقوقهن في العمل والمواطنة. تُعرف أيضًا بكونها إحدى الذين عرّفوا الفكر النسوي في البرازيل خلال القرن التاسع عشر.

## حياتها المبكرة
ولدت جين فرانسواز جوزفين ماري رينوت في 11 فبراير عام 1852 في سوفرين واندري بالقرب من لياج، بلجيكا. بعد تخرجها عام 1873 من المدرسة العادية في لياج، أكملت تعليمها في باريس. في عام 1874، حصلت على شهادة لتدريس المرحلة الابتدائية من جمعية التعليم الابتدائي، وفي العام التالي، اجتازت الامتحان المطلوب من قبل الحكومة الفرنسية لبدء التدريس.

## حياتها المهنية

### التعليم
بعد حصولها على شهادتها، قبلت رينوت وظيفة في مانهايم بألمانيا، حيث درّست دورات في اللغة الفرنسية لمدة ثلاث سنوات. في مايو عام 1878، وصلت إلى ريو دي جانيرو في البرازيل للعمل كمربية. بقيت تعمل هناك كمعلمة خاصة ومعلمة في المدارس الخاصة، بما في ذلك كلية ويرنيك، وهي مدرسة للبنات تديرها آنا إيزابيل بيكسوتو دي لاسيردا ويرنيك. درّست رينوت الرسم واللغتين الفرنسية والألمانية والكتابة في كلية ويرنيك حتى عام 1882، عندما تعينت من قبل المبشرة مارثا واتس من كنتاكي للتدريس في كلية بيراسيكابا التي تأسست حديثًا في بيراسيكابا. اتبعت المدرسة الداخلية للبنات مبادئ مبتكرة لتعليم النساء، بدلًا من التعليم النموذجي المتاح في ذلك الوقت الذي ركز على إعداد الفتيات للمجالات المنزلية والاجتماعية. من خلال الدفاع عن التعليم المشترك والمساواة بين الجنسين، قدمت منهجًا جيدًا شمل دورات في اللغات والأدب والرياضيات والفلسفة والعلوم الطبيعية والفيزيائية. كانت الفصول متاحة أيضًا للصبيان، إذ أرسل المحامي مانويل موريس باروس أربعة من أبنائه إلى هناك وشجع الآخرين على القيام بذلك.
وفقًا لواتس، كان المؤهل الرئيسي لرينوت لاستلامها هذا المنصب هو قدرتها على التحدث بالفرنسية. خلال القرن التاسع عشر، كانت الفرنسية هي اللغة العالمية وكان الأدب الكلاسيكي، مثل أعمال بايرون أو غوته أو شيلر، متاحًا فقط في البرازيل من خلال الترجمات الفرنسية. تعينت مدرّسة لعلم النبات، إذ جمعت منهجية رينوت في التدريس بين عناصر متنوعة تتضمن دروسًا حول تعاليم أوغست كونت وجان جاك روسو وهربرت سبنسر مع نظرية تربوية مبنية على دراسات فروبل و بستالوتزي. رفضت رينوت طريقة الحفظ والتكرار المستخدمة سابقًا في المدارس البرازيلية، وطلبت من طلابها تقديم إجابات منطقية وكاملة للأسئلة. درّست اللغة الفرنسية وعلم التشريح والكيمياء والفيزياء والجغرافيا والتاريخ العام، باستخدام الكتب المدرسية الفرنسية، وعززت الأنشطة اللامنهجية من خلال تأسيس مجتمع أدبي ومتحف للتاريخ الطبيعي. نظرًا لعدم السماح للمؤسسات الخاصة بإصدار شهادات في ذلك الوقت، كان الهدف من المدرسة هو إعداد الطلاب للتعليم العالي في المدارس أو الجامعات العادية.

### الطب
في عام 1889، حضرت رينوت المعرض العالمي في باريس وبعد عودتها لفترة وجيزة إلى البرازيل، غادرت في يونيو إلى الولايات المتحدة. التحقت بكلية الطب النسائية في بنسلفانيا في فيلادلفيا لدراسة الطب، بعد أن تلقت أموال المنح الدراسية التي أذن بها الحاكم المنتخب لولاية ساو باولو، برودنت دي مورايس. في شهر ديسمبر من ذلك العام، نتيجة تغييرات قانونية، مُنحت الجنسية لأي أجنبي مقيم بشكل دائم في البرازيل. تخرجت في عام 1892، لتصبح أول امرأة من ساو باولو تحصل على شهادة الطب. بين عامي 1893 و1895، درست رينوت في مستشفى أوتيل ديو في باريس، وأكملت إقامتها وتخصصها في طب التوليد والنسائيات، مع دراسات طب حديثي الولادة والأمراض الجلدية والأمراض المنقولة جنسيًا.